# CLDN22
CLDN22 (англ. Claudin 22) – білок, який кодується однойменним геном, розташованим у людей на короткому плечі 4-ї хромосоми.  Довжина поліпептидного ланцюга білка становить 220 амінокислот, а молекулярна маса — 24 509.
| 10         |  | 20         |  | 30         |  | 40         |  | 50         |
| ---------- |  | ---------- |  | ---------- |  | ---------- |  | ---------- |
| MALVFRTVAQ |  | LAGVSLSLLG |  | WVLSCLTNYL |  | PHWKNLNLDL |  | NEMENWTMGL |
| WQTCVIQEEV |  | GMQCKDFDSF |  | LALPAELRVS |  | RILMFLSNGL |  | GFLGLLVSGF |
| GLDCLRIGES |  | QRDLKRRLLI |  | LGGILSWASG |  | VTALVPVSWV |  | AHKTVQEFWD |
| ENVPDFVPRW |  | EFGEALFLGW |  | FAGLSLLLGG |  | CLLHCAACSS |  | HAPLASGHYA |
| VAQTQDHHQE |  | LETRNTNLKH |  |            |  |            |  |            |

A: Аланін

C: Цистеїн

D: Аспарагінова кислота

E: Глутамінова кислота

F: Фенілаланін

G: Гліцин

H: Гістидин

I: Ізолейцин

K: Лізин

L: Лейцин

M: Метіонін

N: Аспарагін

P: Пролін

Q: Глутамін

R: Аргінін

S: Серин

T: Треонін

V: Валін

W: Триптофан

Локалізований у клітинній мембрані, мембрані, клітинних контактах, щільних контактах.